# Ліпя-Гура (Свентокшиське воєводство)
Ліпя-Гура (пол. Lipia Góra) — село в Польщі, у гміні Красоцин Влощовського повіту Свентокшиського воєводства.
У 1975-1998 роках село належало до Келецького воєводства.